# Tratado de Lisboa (1835)
El tratado de Lisboa de 1835 fue un acuerdo firmado entre España y Portugal por el que se regulaba la navegación en el río Duero.  
Evaristo Pérez de Castro, enviado por María Cristina de Borbón, regente de España durante la minoría de edad de Isabel II, y Pedro de Sousa Holstein en nombre de la reina María II de Portugal ajustaron el tratado en Lisboa el 31 de agosto de 1835.
Los principales puntos del acuerdo incluían que el Duero sería libremente navegable para los súbditos de ambos países; ambos se comprometían a mantener expedito el paso fluvial en sus respectivos territorios. Se habilitarían depósitos en Oporto y La Fregeneda que servirían como puertos aduaneros.
El acuerdo entró en vigor el 23 de mayo de 1840, tras la elaboración por una comisión mixta hispano-portuguesa del reglamento por el que debería regirse la navegación en el río, y en el que estaban incluidas las tarifas que deberían pagar las mercancías transportadas.